# Sport of Kings (videogioco 1986)
Sport of Kings è un videogioco di scommesse sull'ippica pubblicato nel 1986 per Amstrad CPC, Commodore 64 e ZX Spectrum dalla Mastertronic con la sua etichetta MAD (Mastertronic Added Dimension). I giochi MAD erano sempre a basso costo, ma più alto rispetto ai tipici giochi Mastertronic. Sport of Kings ricevette di solito valutazioni intorno alla sufficienza dalle riviste di settore.

## Modalità di gioco
Possono partecipare da 1 a 5 giocatori che piazzano le proprie scommesse a turno su ciascuna corsa di una stagione. All'inizio del gioco si stabilisce quanti cavalli in tutto gareggiano nella stagione (25, 50 o 75) e se i risultati di ciascuna corsa saranno influenzati o meno da pesi, fantini e condizioni del terreno. Le caratteristiche dei cavalli sono diverse a ogni avvio del programma e sta al giocatore capirle in base ai loro risultati nelle gare. All'inizio del gioco c'è anche l'opzione per svolgere alcune corse in automatico senza scommettere, in modo da avere in partenza alcune informazioni sulle prestazioni dei cavalli. Non ci sono elementi di casualità nei risultati di ciascuna corsa; l'ordine d'arrivo è calcolato in modo deterministico in base alle caratteristiche della corsa e dei cavalli.
Una volta avviata la partita, si usa un menù principale di otto icone controllate con un puntatore. Le funzioni disponibili sono: vedere i dettagli della corsa successiva; vedere lo stato economico di tutti i giocatori; vedere le schede delle precedenti prestazioni di ciascun cavallo partecipante alla prossima corsa; piazzare la scommessa; iniziare la prossima corsa; abbandonare o introdurre nuovi giocatori; caricare o salvare su nastro o disco; stampare schede o informazioni di gara. 
I sottomenù sono testuali, solo in inglese, e controllati tramite puntatore o tasti, con la costante presenza del primo piano di un allibratore che fuma il sigaro.
Si possono scegliere quattro tipi di scommesse (sei su Commodore 64), su cavalli vincenti o piazzati. Viene usata la terminologia specialistica dell'ippica e anche il manuale originale non dà spiegazioni in merito. A ogni corsa possono partecipare fino a 10 cavalli; se sono meno di otto, per i piazzamenti contano solo le prime due posizioni.
Quando i giocatori hanno terminato il turno si svolge la corsa, che viene mostrata in tempo reale con un'animazione di tutti i concorrenti in pista, a scorrimento orizzontale. Il giocatore può soltanto osservare. Sono supportate le periferiche di sintesi vocale Currah μSpeech per sentire la cronaca in diretta del commentatore.